# إساءة استخدام الطب النفسي لأغراض سياسية في روسيا
إساءة استخدام الطب النفسي لأغراض سياسية في روسيا Political abuse of psychiatry in Russia، هي ممارسات تتلخَّص بتشخيص مرض نفسي وفرض الاحتجاز والعلاج على أفراد لعرقلة حقوق الإنسان أو استخدام ذلك لأهداف سياسية. شارك الأطباء النفسيون في جميع أنحاء العالم في انتهاكات حقوق الإنسان من خلال توسيع تعريف الأمراض النفسية لتشمل ناشطين سياسيين. يحتجز السجناء السياسيون في مصحات عقلية وتُساء معاملتهم هناك، ويعتبر هذا الاحتجاز شكلاً خاصاً من أشكال القمع السياسي.
سجلت تقارير عن حالات من سوء استخدام الطب النفسي لأغراض سياسية في دول أوروبا الشرقية مثل رومانيا والمجر وتشيكوسلوفاكيا ويوغوسلافيا، بالإضافة للاتحاد السوفيتي في ستينيات وسبعينيات القرن الماضي.

## خلفية
يقول روبرت فان فورن من المبادرة العالمية للطب النفسي: «إن ظهور حالات إساءة استخدام الطب النفسي لأغراض سياسية في روسيا يرتبط ارتباطاً مباشراً بتدهور وضع حقوق الإنسان هناك، وهو ما يدل على أنَّ السلطة الروسية تشعر بعدم ارتياح أكثر مما شعرت به من قبل، مما يدفعها للتعامل مع العناصر غير المرغوب فيها بهذه الطريقة». هناك معطيات عديدة تشير إلى حقيقة أن روسيا لا يزال لديها هيكل لممارسة إساءة استخدام الطب النفسي لأغراض سياسية، تتمتع الفئة الحاكمة في روسيا بقوة سياسية واقتصادية هائلة، ولا شيء سيجعلها تتوقف عن استخدام الوسائل غير القانونية لحكم البلاد خاصةً الآن، في الواقع فروسيا اليوم تُحكم من قبل مجموعة من الأشخاص الذين أتوا مباشرة من الكي جي بي ويتمتعون بقدرات غير محدودة على السيطرة، وهو الأمر الذي لا يبشر بالخير لمستقبل روسيا. وفقاً لإدوارد كوزنتسوف: «إنَّ أكثر من 50% من المناصب الرئيسية في روسيا يشغلها مسؤولون سابقون في الكي جي بي، هؤلاء المسؤولون لديهم نفس التفكير القديم ولا يمكن أن يتغيروا، وهناك خطر حقيقي من أنَّ روسيا ستكون دولة بوليسية بكلِّ ما للكلمة من معنى».
يحدث الشيء نفسه في العديد من البلدان بحسب أبحاث المبادرة العالمية للطب النفسي، يعتبر الطب النفسي أداةً مفيدة لفض النزاعات، ولكن يمكن بسهولة شراء تشخيص من طبيب نفسي، فالمجرمون مثلاً في معظم بلدان العالم يتهربون من عقوبة السجن والعقوبات الجنائية الأخرى من خلال حصولهم على تشخيص بأنهم مجانين، والأزواج يتهمون زوجاتهم بأمراض عقلية للاحتفاظ بالأولاد في حالات الطلاق، وعلى كل حال لا يمكن للمعارضة الروسية اليوم أن تتوقع مساعدة من الغرب بنفس نوع وحجم المساعدة المقدمة في العهد السوفيتي، حيث كان دعم المعارضين جزءًا من السياسة العامة المناهضة للاتحاد السوفيتي، ولكن قواعد اللعبة اختلفت الآن.
وفقاً للطبيبة النفسية صوفيا دورينسكايا فإن الوضع دائماً يتطور بالطريقة نفسها: تقوم الشرطة باعتقال المعارضين من بيوتهم، واقتيادهم إلى مستشفى للأمراض العقلية، وهناك يكون كل ما يكتبه الطبيب النفسي دليلاً على جنون المتهم أمام المحكمة، ويمكن بسهولة تزوير هذه التقارير أو تلفيق تهم أو وضع تشخيص غير صحيح.

## حالات خاصة

### إيفان إيفانيكوف
كان إيفان إيفانيكوف أستاذاً للاقتصاد في جامعة سانت بطرسبرغ لمدة 38 عاماً، وفي ديسمبر عام 2003 احتُجز في مستشفى للأمراض النفسية في المدينة بعد أن حدث نزاع طويل بينه وبين أحد المقاولين المُقربين للحكومة، حيث أصدر أحد الأطباء النفسيين البارزين في الدولة توصيات باحتجازه في المستشفى، وبقي هناك لمدة 60 يوماً. 

### رافائيل عثمانوف
كان رافائيل عثمانوف ناشطاً سياسياً يسعى للحصول على منصب حاكم مقاطعة ماجادان. قدم منافسه تسفيتكوف المدعوم من الحكومة الروسية - والذي فاز في الانتخابات لاحقاً - دعوى ضد عثمانوف متهماً إياه بالتشهير، استمرت القضية لفترة طويلة ولم تستطع المحاكم إثبات هذه التهمة بسبب عدم وجود أدلة كافية، فأرسل عثمانوف إلى مستشفى للأمراض العقلية، حيث خضع هناك للفحص النفسي لخمس مرات، وخلصت جميع الفحوص إلى أنه عاقل وطبيعي، بعد ذلك خضع لفحص نفسي من قبل مدير المستشفى وأعلن أنه مجنون، بعد ذلك بفترة قصيرة حاول عثمانوف قتل مدير المستشفى، ووفقاً لتقرير صدر عام 2004 عن اتحاد هلسنكي الدولي لحقوق الإنسان «فقد أطلق عثمانوف النار على كبير الأطباء على أمل أن يتم رفع دعوى جنائية ضده، وأن يحاكم على محاولة اغتيال رئيس الأطباء، وهدفه من ذلك الهروب من أيدي الأطباء النفسيين»، ولكن الخطة فشلت وأمضى عثمانوف في المستشفى تسع سنوات من عام 2003 إلى عام 2012.

### إيغور مولياكوف
في عام 2004 سُجن الناشط إيغور مولياكوف بتهمة التشهير لمدة ستة أشهر، وأثناء وجوده في السجن أُرسل إلى مستشفى للأمراض النفسية بعد أن أقنع المحامون القاضي المُشرف على القضية بأنَّ كتابات مولياكوف عن الفساد المنتشر في صفوف السلطات المحلية هي نوع من الاضطراب العقلي.

### نيكولاي سكاتكوف
قضى نيكولاي سكاتكوف الذي احتج على وحشية الشرطة والفساد الحكومي في منطقة أومسك في سيبيريا ستة أشهر في مصحة للأمراض النفسية عام 2005، حيث شُخص على أنه مصاب بجنون العظمة، في حين أنَّ فحصاً مستقلاً أجري في نفس العام بيَّن أنه شخص طبيعي ويتمتع بصحة نفسية جيدة.

### مارينا تروتكو
أُجبرت العالمة النووية السابقة والناشطة السياسية مارينا تروتكو على الخضوع لعلاج يومي لمدة ستة أسابيع في مستشفى الطب النفسي في دوبنا في مارس 2006، بسبب تقرير عن إصابتها بجنون العظمة.

### دميتري ششيوكوتوف
كان ديميتري شيشوكوتوف ناشطاً يدافع عن حقوق السكان الأصليين في مقاطعة مورومتسفسكي في خلافاتهم مع المسؤولين الحكوميين في المقاطعة، اتُهم بالتشهير واحتجز في مستشفى للأمراض النفسية، أمضى ششيوكوتوف يومين في المستشفى دون طعام أو ماء أو أدوية، أطلق سراحه لاحقاً بعد أن فحصته لجنة أطباء مستشفى أومسك للأمراض النفسية وأعلنت أنه بحالة عقلية جيدة وخرِّج من المستشفى، رغم ذلك فقد ششيوكوتوف بصره لأنه لم يستطع استخدام قطرة العين خلال احتجازه في المستشفى.

### أرتيوم باسيروف
احتجز أرتيوم باسيروف الناشط في تحالف «روسيا الأخرى» عام 2007 قسراً في مستشفى للأمراض النفسية عشية مظاهرات للمعارضة الروسية، كان باسيروف يعاني من اضطراب عقلي بسيط، ولكن حالته لم تقتضِ دخول المستشفى، في الاستشار الطبية الخاصة به أمام المحكمة أكد الأطباء أنَّ اضطراباته العقلية مبالغ فيها إلى حد كبير.

### لاريسا آراب
احتُجزت الناشطة لاريسا آراب قسراً في مصحة للأمراض النفسية في أباتيتي في يوليو 2007 بعد فترة وجيزة من نشرها مقالاً عن سوء معاملة المرضى في المستشفى نفسه الذي احتجزت فيه.

### مارينا كلاشنيكوفا
احتُجزت الصحفية مارينا كلاشنيكوفا في مستشفى للأمراض العقلية لمدة 35 يوماً بشكل قسري، وادعت أن ذلك كان في محاولة منها لثنيها عن انتقاد الحكومة الروسية.

### ناديزدا نيزوفكينا
اعتُقلت الناشطتان ناديزدا نيزوفكينا وفيرا لافريشينا خلال احتجاجهما في الميدان الأحمر في موسكو عام 2012، وبعد أن رفضت نيزوفكينا أن توقع طلباً تعرب فيه عن أسفها واعتذارها عمَّا كانت تفعله في الميدان الأحمر، حُكم عليها بالاستشفاء الإجباري في مستشفى للأمراض النفسية لمدة ستة أشهر، وأخرجت من المستشفى أخيراً بعد أن تحملت والدتها المسؤولية عنها.

## ردود الأفعال
صرح فلاديمير روتشتاين رئيس المبادرة العامة للطب النفسي - وهي مجموعة مؤيدة للحكومة الروسية - بأن مشكلة الاضطهاد النفسي أو المعاملة القسرية كانت موجودة منذ أكثر من 20 عاماً، لكنها حُلت ولم تحدث أي مشكلة من ذلك القبيل منذ ذلك الوقت، لكنَّ جمعية الطب النفسي المستقلة في روسيا ذكرت عشرات الحالات لناشطين احتجزوا بشكل إجباري في مؤسسات للطب النفسي.
وفقاً للطبيبة النفسية إيلينا روميك فإنَّ أحكام قانون الصحة العقلية الروسي تتعارض مع الحقوق المدنية التي يكفلها دستور الاتحاد الروسي، وتتعارض كذلك مع المعايير المعترف بها عالمياً في القانون الدولي، ومع المعايير الطبية والمهنية والأخلاقية.
أصدرت جمعية الأطباء والجراحين الأمريكيين في عام 2006 تحذيراً بأن الطب النفسي في الاتحاد الروسي يستخدم كأداة لقمع المعارضة، وأكدت مجدداً في 2010 أنَّ التقارير المتعلقة بحالات معينة من سوء المعاملة النفسية لا تزال ترد من روسيا، حيث يبدو أن المناخ السياسي المتدهور يجعل السلطات هناك تستخدم الطب النفسي كوسيلة للتخويف والقمع.